# Scindapsus lucens
Scindapsus lucens là một loài thực vật có hoa trong họ Ráy (Araceae). Loài này được Bogner & P.C.Boyce miêu tả khoa học đầu tiên năm 1994.